# Lliga japonesa de futbol
La Lliga japonesa de futbol (oficialment Nippon Puro Sakkā Rīgu, Lliga Professional de Futbol del Japó), sovint coneguda com a J. League (J Rīgu), és la màxima competició futbolística professional del Japó. Actualment està formada per dues divisions.

## Història

### Abans de la lliga professional (1992 i anteriors)
Abans de la creació de la J. League, la màxima competició japonesa de futbol era la Japan Soccer League (JSL), de caràcter amateur. Amb l'objectiu d'incrementar el nivell de la competició, l'Associació Japonesa de Futbol (AJF) decidí formar una lliga professional.
Aquesta fou iniciada l'any 1992 amb vuit clubs escollits de la primera divisió de la JSL, un de la segona divisió i un de nova creació, el Shimizu S-Pulse. Consegüentment, la JSL canvià el seu nom per Japan Football League i esdevingué semiprofessional. La J. League no començà fins al 1993. Com a preparació de la competició es disputà el 1992 la Copa Yamazaki Nabisco.

### Inicis de la lliga professional (1993-1998)
La J. League oficialment va iniciar la seva primera temporada amb deu clubs el 1993. Entre 1994 i 1998 vuit nous clubs ingressaren a la lliga. Tot i així, l'èxit de públic de les dues primeres edicions declinà. La majoria de clubs tenien el suport econòmic de moltes companyies japoneses. Els problemes econòmics d'aquestes corporacions afecten per tant als diversos clubs. El 1997 l'assistència mitjana va ser de 10.131, en comparació amb la de 1994 de més de 19.000 assistents.

### Canvi d'infraestructures i de formats de partit (1999-2004)
Aquests problemes portaren l'any 1999 a un canvi de rumb. D'una banda es potencià la relació amb les seves ciutats (governs i companyies locals i ciutadans) amb l'objectiu d'enfortir el seu arrelament al territori.
D'altra banda, la infraestructura de la lliga canvià fortament. Nou clubs de la Japan Football League així com un de la J.League formaren una segona divisió. Així la lliga es formà amb una primera divisió (J1) amb 16 equips i una segona divisió (J2) amb 10 clubs. La Japan Football League esdevingué tercera divisió. També s'adoptaren els formats competitius europeus, abandonant pròrrogues, gols d'or i penals per als partits de lliga regular. La competició també es canvià. Fins al 2004 (amb excepció del 1996), es diputaven dues fases (Obertura i Clausura). Els dos campions s'enfrontaven pel campionat a final de temporada. Aquest sistema s'abolí el 2005.

### Format europeu i AFC Champions League (2005-2008)
A partir de la temporada 2005, la J.League Division 1 va estar formada per 18 equips (16 fins al 2004) i el format de la temporada es va fer més similar al de les lligues europees. El nombre de clubs relegats també va augmentar de 2 a 2,5, amb el tercer club per la cua competint en els playoffs d'ascens/descens contra el tercer classificat de la J2 League.
Els primers anys, els equips japonesos no es van prendre seriosament la Lliga de Campions de l'AFC, en part a causa de les distàncies recorregudes i dels equips contrincants. No obstant això, en la Lliga de Campions 2008, tres equips japonesos van arribar als quarts de final i el Gamba Osaka va guanyar el campionat.

### Fase moderna (2009-2016)
A partir de la temporada 2009, la lliga va patir tres canvis importants. Primer, quatre equips van passar a classificar-se per a la Lliga de Campions de l'AFC. En segon lloc, el nombre de posicions de descens va augmentar fins a tres. I finalment, cada club podrà tenir un total de quatre jugadors estrangers; no obstant això, un d'ells a de ser procedent d'un país de l'AFC que no sigui el Japó. El nombre de clubs a la J.League Division 1 es va mantenir a 18.
L'any 2015, la J.League Division 1 va passar a anomenar-se J1 League. A més, el format del torneig es va canviar a un sistema de tres fases. La temporada es va dividir en una primera i segona fase, seguida d'una tercera i fase final del campionat. La tercera etapa està composta per entre tres i cinc equips. Els campions de la primera i segona fase i els tres equips amb major nombre de punts acumulats en la temporada global (primera i segona fase) es classificaven per a la fase final. Si els dos guanyadors de la primera i segona etapa acabaven entre els tres primers equips de la temporada global, només tres equips es classificaven per a la fase final. Aquests equips, doncs, participaven en una fase de playoffs pel campionat per decidir el guanyador del trofeu de la lliga.

### Format actual (2017-present)
Tot i que inicialment el nou format de múltiples fases havia de funcionar durant cinc temporades, a causa d'una reacció negativa dels aficionats, a partir de la temporada 2017 es va adoptar un sistema d'una sola fase, on l'equip que acumuli més punts serà nomenat campió, sense cap fase de final.
El 2019 es va relaxar la limitació de jugadors estrangers, de manera que es va eliminar el límit d'un màxim d'estrangers en plantilla, tot i que com a màxim 5 poden formar part de cada convocatòria d'un partit per la J1, i 4 per la J2 i J3. La 'quota asiàtica' es va eliminar, però es va afegir no computar com a estrangers als jugadors provinents de Tailàndia, Vietnam, Myanmar, Cambodja, Singapur, Indonèsia i Malàisia.

### Temporada única (2021)
Cap equip va descendir a J2 després de la temporada 2020 a causa de la pandèmia de COVID-19 al Japó i els seus efectes. En canvi, hi havia quatre descensos per a la temporada 2021 per tornar el nombre d'equips de 20 a 18.

## Clubs participants temporada 2023
Font:
- Albirex Niigata
- Avispa Fukuoka
- Cerezo Osaka
- Gamba Osaka
- Hokkaido Consadole Sapporo
- Kashima Antlers
- Kashiwa Reysol
- Kawasaki Frontale
- Kyoto Sanga
- Nagoya Grampus
- Sagan Tosu
- Sanfrecce Hiroshima
- Shonan Bellmare
- FC Tokyo
- Urawa Red Diamonds
- Vissel Kobe
- Yokohama FC
- Yokohama F. Marinos

### Antics clubs de la J1
- JEF United Chiba
- Júbilo Iwata
- Matsumoto Yamaga
- Montedio Yamagata
- Oita Trinita
- Omiya Ardija
- Shimizu S-Pulse
- Tokushima Vortis
- Tokyo Verdy
- V-Varen Nagasaki
- Vegalta Sendai
- Ventforet Kofu
- Yokohama Flügels

## Historial
Font:
Japan Soccer League
- 1965:  Toyo Kogyo (1)
- 1966:  Toyo Kogyo (2)
- 1967:  Toyo Kogyo (3)
- 1968:  Toyo Kogyo (4)
- 1969:  Mitsubishi Motors (1)
- 1970:  Toyo Kogyo (5)
- 1971:  Yanmar Diesel (1)
- 1972:  Hitachi (1)
- 1973:  Mitsubishi Motors (2)
- 1974:  Yanmar Diesel (2)
- 1975:  Yanmar Diesel (3)
- 1976:  East Furukawa (1)
- 1977:  Fujita Industries (1)
- 1978:  Mitsubishi Motors (3)
- 1979:  Fujita Industries (2)
- 1980:  Yanmar Diesel (4)
- 1981:  Fujita Industries (3)
- 1982:  Mitsubishi Motors (4)
- 1983:  Yomiuri SC (1)
- 1984:  Yomiuri SC (2)
- 1985-86:  East Furukawa (2)
- 1986-87:  Yomiuri SC (3)
- 1987-88:  Yamaha Motors (1)
- 1988-89:  Nissan Motors (1)
- 1989-90:  Nissan Motors (2)
- 1990-91:  Yomiuri SC (4)
- 1991-92:  Yomiuri SC (5)

Amb la introducció de la lliga professional l'any 1993 es produïren els següents canvis de nom dels equips:
| 1993 | East Furukawa (Yokohama)  | → | JEF United Ichihara  |
| 1993 | Fujita (Tokyo)            | → | Bellmare Hiratsuka   |
| 1993 | Hitachi (Tokyo)           | → | Kashiwa Reysol       |
| 1993 | Mitsubishi Motors (Urawa) | → | Urawa Red Diamonds   |
| 1993 | Nissan (Yokohama)         | → | Yokohama Marinos     |
| 1993 | Sumitomo (Kashima)        | → | Kashima Antlers      |
| 1993 | Toyo Kogyo (Hiroshima)    | → | Sanfrecce Hiroshima  |
| 1993 | Toyota FC (Nagoya)        | → | Nagoya Grampus Eight |
| 1993 | Yamaha Motors (Iwata)     | → | Jubilo Iwata         |
| 1993 | Yomiuri (Kawasaki)        | → | Verdy Kawasaki       |
| 1997 | Fujitsu (Kawasaki)        | → | Kawasaki Frontale    |

J.League
- 1993:  Verdy Kawasaki (6)
- 1994:  Verdy Kawasaki (7)
- 1995:  Yokohama Marinos (3)
- 1996:  Kashima Antlers (1)
- 1997:  Júbilo Iwata (2)
- 1998:  Kashima Antlers (2)
- 1999:  Júbilo Iwata (3)
- 2000:  Kashima Antlers (3)
- 2001:  Kashima Antlers (4)
- 2002:  Júbilo Iwata (4)
- 2003:  Yokohama F. Marinos (4)
- 2004:  Yokohama F. Marinos (5)
- 2005:  Gamba Osaka (1)
- 2006:  Urawa Red Diamonds (5)
- 2007:  Kashima Antlers (5)
- 2008:  Kashima Antlers (6)
- 2009:  Kashima Antlers (7)
- 2010:  Nagoya Grampus Eight (1)
- 2011:  Kashiwa Reysol (2)
- 2012:  Sanfrecce Hiroshima (6)
- 2013:  Sanfrecce Hiroshima (7)
- 2014:  Gamba Osaka (2)
- 2015:  Sanfrecce Hiroshima (8)
- 2016:  Kashima Antlers (8)
- 2017:  Kawasaki Frontale (1)
- 2018:  Kawasaki Frontale (2)
- 2019:  Yokohama F. Marinos (6)
- 2020:  Kawasaki Frontale (3)
- 2021:  Kawasaki Frontale (4)
- 2022:  Yokohama F. Marinos (7)

### Campionats de la J.League
Era temporada partida (1993-2004)
| Any   | 1a fase             | 2a fase             |                     |
| ----- | ------------------- | ------------------- | ------------------- |
| 1993  | Kashima Antlers     | Verdy Kawasaki      |                     |
| 1994  | Sanfrecce Hiroshima | Verdy Kawasaki      |                     |
| 1995  | Yokohama Marinos    | Verdy Kawasaki      |                     |
| 1996† | Kashima Antlers     | Kashima Antlers     | Kashima Antlers     |
| 1997  | Kashima Antlers     | Júbilo Iwata        |                     |
| 1998  | Júbilo Iwata        | Kashima Antlers     |                     |
| 1999  | Júbilo Iwata        | Shimizu S-Pulse     |                     |
| 2000  | Yokohama F. Marinos | Kashima Antlers     |                     |
| 2001  | Júbilo Iwata        | Kashima Antlers     |                     |
| 2002‡ | Júbilo Iwata        | Júbilo Iwata        | Júbilo Iwata        |
| 2003‡ | Yokohama F. Marinos | Yokohama F. Marinos | Yokohama F. Marinos |
| 2004  | Yokohama F. Marinos | Urawa Red Diamonds  |                     |

* En negreta els campions globals; † temporada única; ‡ el club guanyà ambdues fases
Era temporada única (2005-2014)
| Any  | Campió              | Segon lloc          | Tercer lloc        |
| ---- | ------------------- | ------------------- | ------------------ |
| 2005 | Gamba Osaka         | Urawa Red Diamonds  | Kashima Antlers    |
| 2006 | Urawa Red Diamonds  | Kawasaki Frontale   | Gamba Osaka        |
| 2007 | Kashima Antlers     | Urawa Red Diamonds  | Gamba Osaka        |
| 2008 | Kashima Antlers     | Kawasaki Frontale   | Nagoya Grampus     |
| 2009 | Kashima Antlers     | Kawasaki Frontale   | Gamba Osaka        |
| 2010 | Nagoya Grampus      | Gamba Osaka         | Cerezo Osaka       |
| 2011 | Kashiwa Reysol      | Nagoya Grampus      | Gamba Osaka        |
| 2012 | Sanfrecce Hiroshima | Vegalta Sendai      | Urawa Red Diamonds |
| 2013 | Sanfrecce Hiroshima | Yokohama F. Marinos | Kawasaki Frontale  |
| 2014 | Gamba Osaka         | Urawa Red Diamonds  | Kashima Antlers    |

Era temporada partida amb fase final (2015-2016)
| Any  | 1a fase            | 2a fase             |
| ---- | ------------------ | ------------------- |
| 2015 | Urawa Red Diamonds | Sanfrecce Hiroshima |
| 2016 | Kashima Antlers    | Urawa Red Diamonds  |

Era temporada única (2017-present)
| Any  | Campió              | Segon lloc          | Tercer lloc         |
| ---- | ------------------- | ------------------- | ------------------- |
| 2017 | Kawasaki Frontale   | Kashima Antlers     | Cerezo Osaka        |
| 2018 | Kawasaki Frontale   | Sanfrecce Hiroshima | Kashima Antlers     |
| 2019 | Yokohama F. Marinos | FC Tokyo            | Kashima Antlers     |
| 2020 | Kawasaki Frontale   | Gamba Osaka         | Nagoya Grampus      |
| 2021 | Kawasaki Frontale   | Yokohama F. Marinos | Vissel Kobe         |
| 2022 | Yokohama F. Marinos | Kawasaki Frontale   | Sanfrecce Hiroshima |